# روتراویریسیت‌ها
رِوتراویریسیت‌ها (به لاتین: Revtraviricetes) دسته‌ای از ویروس‌ها بوده و تمام ویروس‌هایی را که یک ترانس کریپتاز معکوس را رمزگذاری می‌کنند را شامل می‌شوند. این گروه شامل همه انواع ویروس‌های ssRNA-RT (از جمله رتروویروس‌ها) و ویروس‌های dsDNA-RT است. این تنها رده در شاخه آرتوِر ویریکوتا است که خود تنها شاخه‌ای در پادشاهی پارارناویره است. نام گروه پورتمانتو از واژهٔ "reverse transcriptase" و - viricetes است که پسوند یک ردهٔ ویروسی است.

## راسته‌ها
راسته‌های زیر شناسایی می‌شوند:
- بلوبرویروس‌سانان Bluberviruses (به عنوان مثال ویروس هپاتیت بی)
- اُرتِرویروس‌سانان Ortervirales (رتروویروس‌ها، Caulimoviridae و رتروترانسپوزون‌های مختلف LTR)